# Streitkräfte Malaysias
Die Angkatan Tentera Malaysia (ATM) sind die Streitkräfte von Malaysia und unterteilen sich in Landstreitkräfte (Heer), Marine und Luftstreitkräfte. Sie wurden 1963 zeitgleich mit dem Staat Malaysia gegründet. Nomineller Oberbefehlshaber ist der Yang di-Pertuan Agong, der König von Malaysia, derzeit Abdullah Shah. Die militärische Führung obliegt dem Panglima Angkatan Tentera (Chief of Defence Force), derzeit General Abdul Aziz Zainal.

## Geschichte
Die Streitkräfte von Malaysia können ihre Geschichte auf frühere militärische Einheiten zurückführen, die bereits unter britischer Kolonialherrschaft entstanden. Die Briten konzentrierten ihre Soldaten, deren Mannschaften üblicherweise aus Indien stammten, in Singapur. In den Sultanaten wurden nur bewaffnete Polizeieinheiten aus Indern aufgestellt, so die 1st Perak Sikhs (1874), Selangor Military Force (1875, 530 Mann) sowie Sungei Ujung Police (1874). Im Vertrag 1895 verpflichteten sich die Fürsten kollektiv die Malay States Guides zu finanzieren, die aus den Polizeitruppen gebildet wurden. Dazu kam das 1st Battalion Perak Sikhs. Sämtliche dieser Söldner wurden im Punjab rekrutiert und von Briten kommandiert. Eine europäische Miliz, die Malay States Volunteer Rifles wurde 1902 aufgestellt (1911: 561 Mann, 22 Offiziere, 6 Monate Ausbildung). Die First Malay Experimental Company wurde am 1. März 1933 aufgestellt und bestand aus malaiischen Rekruten und britischen Ausbildern. 1935 wurde sie zum Malay Regiment aufgewertet, kurze Zeit später wurden erstmals auch Malaien als Offiziere eingesetzt, statt wie zuvor lediglich als einfache Mannschaften. Als Japan im Zweiten Weltkrieg große Teile Südostasiens eroberte, beteiligte sich das auf nun 1400 Soldaten angewachsene Malay Regiment zusammen mit britischen Einheiten an der letztlich erfolglosen Verteidigung der malaiischen Halbinsel und Singapurs. Während der japanischen Besatzungszeit wurde es aufgelöst. Das Malay Regiment, das bereits im September 1945 mit den überlebenden Veteranen der Vorkriegseinheit wiederaufgestellt worden war, wurde konstant verstärkt und hatte 1953 eine Stärke von sieben Bataillonen bzw. etwa 5000 Soldaten erreicht. 1952 wurden zusätzlich das Federation Regiment und die Federation Armoured Car Squadron gegründet. Die Föderation Malaya (zu diesem Zeitpunkt noch britische Kolonie) verfügte nun erstmals über eine de jure eigene Armee. Am 31. August 1957 erlangte die Föderation Malaya, bestehend aus den neun malaiischen Sultanaten sowie den beiden Straits Settlements Penang und Malakka, ihre Unabhängigkeit. Die Malayan Emergency, der Kampf mit der Malayan Races Liberation Army (MRLA) dauerte bis 1960. Am 16. September 1963 wurde eine neue Föderation unter dem Namen Malaysia gegründet, welche zusätzlich die britische Kronkolonie Singapur sowie die Protektorate Nordborneo (heute Sabah) und Sarawak umfasste. Die heutigen Streitkräfte wurden aus den Einheiten der Föderation Malaya und den Sarawak Rangers formal neu gegründet. Die frühen Jahre waren durch territoriale Ansprüche der Nachbarn bestimmt, insbesondere durch die von Indonesien veranlasste Konfrontasi (1963–1966), durch das Ausscheiden Singapurs aus der Föderation im Jahre 1965 sowie durch den Nordborneo-Disput, in dem die Philippinen den Anspruch auf Sabah (das frühere Nord-Borneo) geltend machen wollen. Die Streitkräfte von Malaysia wurden dabei im Rahmen des ANZAM und des Anglo-Malayan Defense Agreement bis 1971 von Australien und Großbritannien unterstützt. Ab den 1990er Jahren wurden die Streitkräfte von Malaysia umfassend modernisiert. Zudem beteiligte sich Malaysia an weltweiten Friedensmissionen. Malaysia gab 2021 bei einer Gesamtstärke von knapp über 115.000 aktiven Soldaten knapp 0,9 Prozent seiner Wirtschaftsleistung oder 3,85 Milliarden Dollar für seine Streitkräfte aus.

## Organisation

### Heer

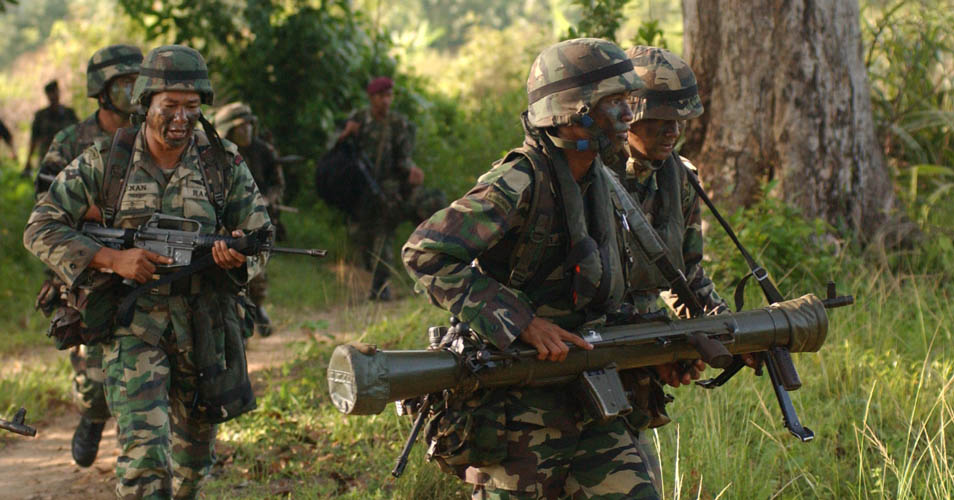
Malaysische Soldaten bei einer Übung 2005.

Das malaysische Heer (malay. Tentera Darat Malaysia) ist mit 80.000 Mann die größte der drei Teilstreitkräfte. Es besteht aus vier Divisionen, von denen jede die Verantwortung für einen Teil des malaysischen Staatsgebietes trägt. Drei dieser Divisionen sind auf der Malaiischen Halbinsel und die vierte auf der Insel Borneo stationiert.
| Bezeichnung              | Verantwortungsgebiet (Betroffene Bundesstaaten)                                                              | Angrenzende Staaten |
| ------------------------ | --- | ------------------- |
| 1. Division (1 Divisyen) | Ostmalaysia (Sarawak & Sabah)                                                                                | Indonesien, Brunei  |
| 2. Division (2 Divisyen) | Nördliche Halbinsel (Kedah, Kelantan, Penang, Perak (Norden), Perlis, Terengganu)                            | Thailand            |
| 3. Division (3 Divisyen) | Südliche Halbinsel (Johor, Malakka, Negeri Sembilan, Pahang (Osten))                                         | Singapur            |
| 4. Division (4 Divisyen) | Zentrale Halbinsel (Bundesterritorien Kuala Lumpur und Putrajaya, Selangor, Pahang (Westen), Perak (Norden)) | /                   |

Die einzelnen Divisionen sind in jeweils mehrere Brigaden unterteilt und verfügen zudem über unabhängige Einheiten. Auch die Heeresführung selbst verfügt mit einer Fallschirmjäger-Brigade und zusätzlichen Artillerie- und Panzerverbänden sowie der Spezialeinheit Grup Gerak Khas (GGK) über unabhängige Einheiten, die nicht den Divisionen unterstellt sind.
Die Stärke und Ausrüstung der einzelnen Divisionen unterscheidet sich je nach Verantwortungsgebiet, so verfügt die im Süden der Malaiischen Halbinsel und somit nahe Singapur gelegene 3. Division über drei Brigaden mit insgesamt neun aktiven Infanteriebataillonen (davon drei als Mechanisierte Infanterie), zwei Panzer- und fünf Artilleriebataillone, während der hauptsächlich für den Schutz der Hauptstadt Kuala Lumpur zuständigen 4. Division lediglich zwei Brigaden mit insgesamt vier aktiven Infanteriebataillonen und keinerlei Panzer- oder Artillerieverbände unterstehen.

### Marine

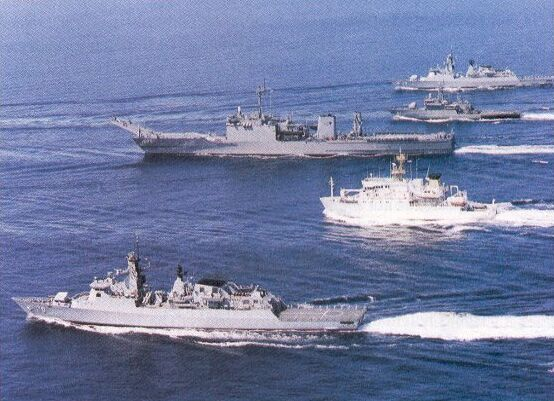
Flotte der malaysischen Marine.

Die malaysische Marine (Tentera Laut Diraja Malaysia) hat eine Personalstärke von 18.000 Mann. Sie operiert von mehreren Häfen und einem Fliegerhorst. Der Verantwortungsbereich der Marine ist in drei Gebiete aufgeteilt, die jeweils von einem Führungskommando (MAWILLA – Markas Wilayah Laut) überwacht werden. Der Marinefliegerhorst befindet sich in Lumut im Bundesstaat Perak. Zudem verfügt die Marine über eine Kampfschwimmer-Einheit, die Pasukan Khas Laut (PASKAL).
| Bezeichnung | Verantwortungsgebiet                                                   | Hauptquartier |
| ----------- | ---------------------------------------------------------------------- | ------------- |
| MAWILLA 1   | Südliche Straße von Malakka, südlicher Teil des Südchinesischen Meeres | Kuantan       |
| MAWILLA 2   | Nördlicher Teil des Südchinesischen Meeres                             | Kota Kinabalu |
| MAWILLA 3   | Nördliche Straße von Malakka, Andamanensee                             | Langkawi      |

### Luftstreitkräfte
Mit 17.000 Mann Personal sind die Luftstreitkräfte (Tentera Udara Diraja Malaysia) die kleinste Teilstreitkraft Malaysias. Sie sind in zwei Divisionen gegliedert, wobei die 1. Division für West- und die 2. Division für Ostmalaysia verantwortlich ist. Mehrere Fliegerhorste befinden sich im ganzen Land, zudem ist die Spezialkräfteeinheit Pasukan Khas Udara (PASKAU) Teil der Luftwaffe.

## Ausrüstung

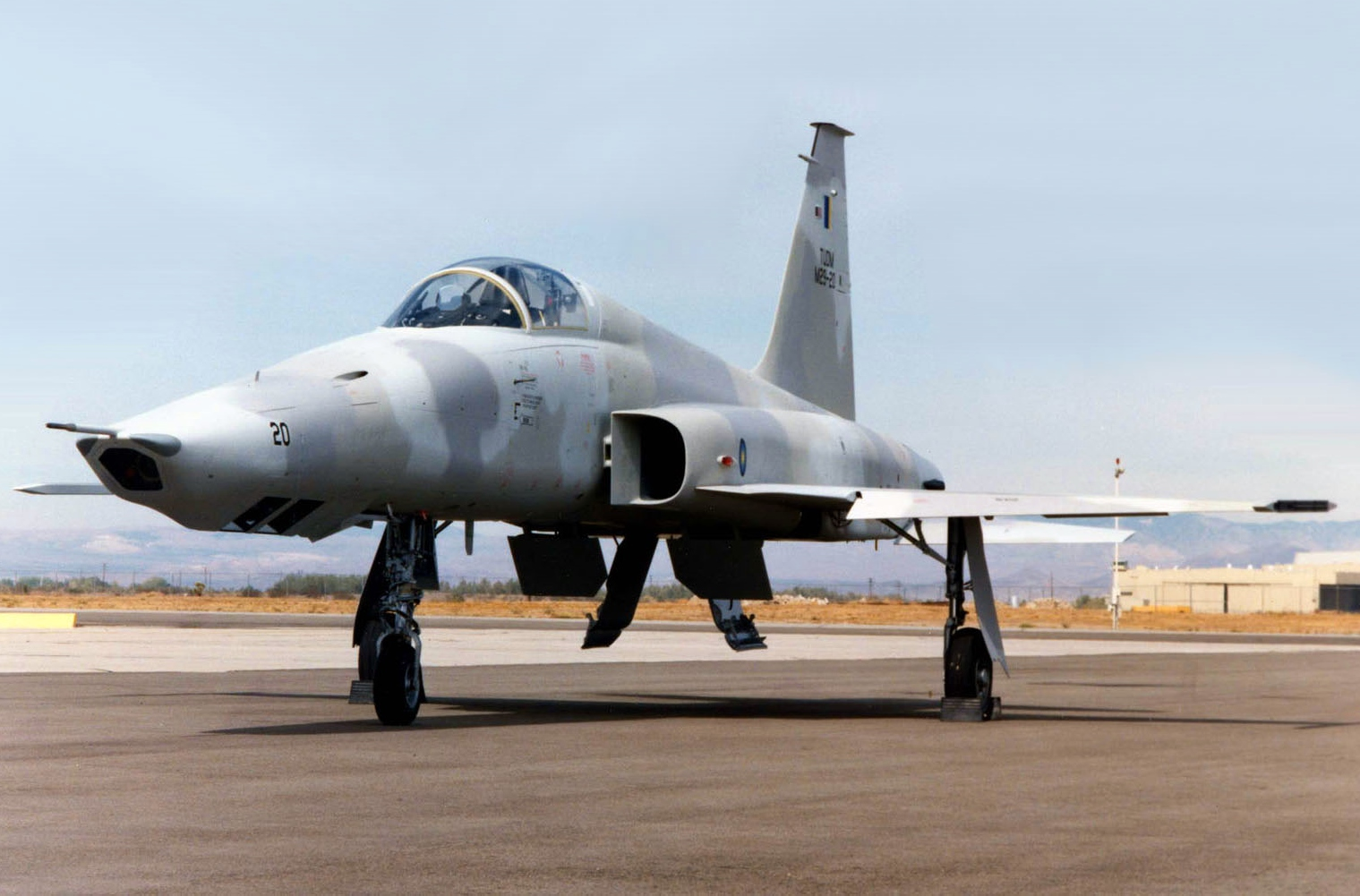
RF-5E Tigereye Aufklärungsflugzeug der malaysischen Luftwaffe.

Als Armee eines blockfreien Staates beschaffen die malaysischen Streitkräfte ihre Ausrüstung sowohl aus der russischen wie auch der westlichen Einflusssphäre. So besitzt die malaysische Luftwaffe etwa sowohl amerikanische F/A-18D-Hornet-Kampfflugzeuge als auch deren russische Konkurrenzmuster vom Typ Su-30MKM.
Das Heer hat in den letzten Jahren mehrere moderne Großanschaffungen getätigt, darunter den aus Polen stammenden Kampfpanzer PT-91M und das brasilianische Mehrfach-Raketenwerfer-Artilleriesystem Astros II.
Die Ordonanzwaffe der Soldaten ist das österreichische Steyr AUG A1, wobei dieses im Laufe der nächsten Jahre durch das amerikanische M4A1 abgelöst werden soll.

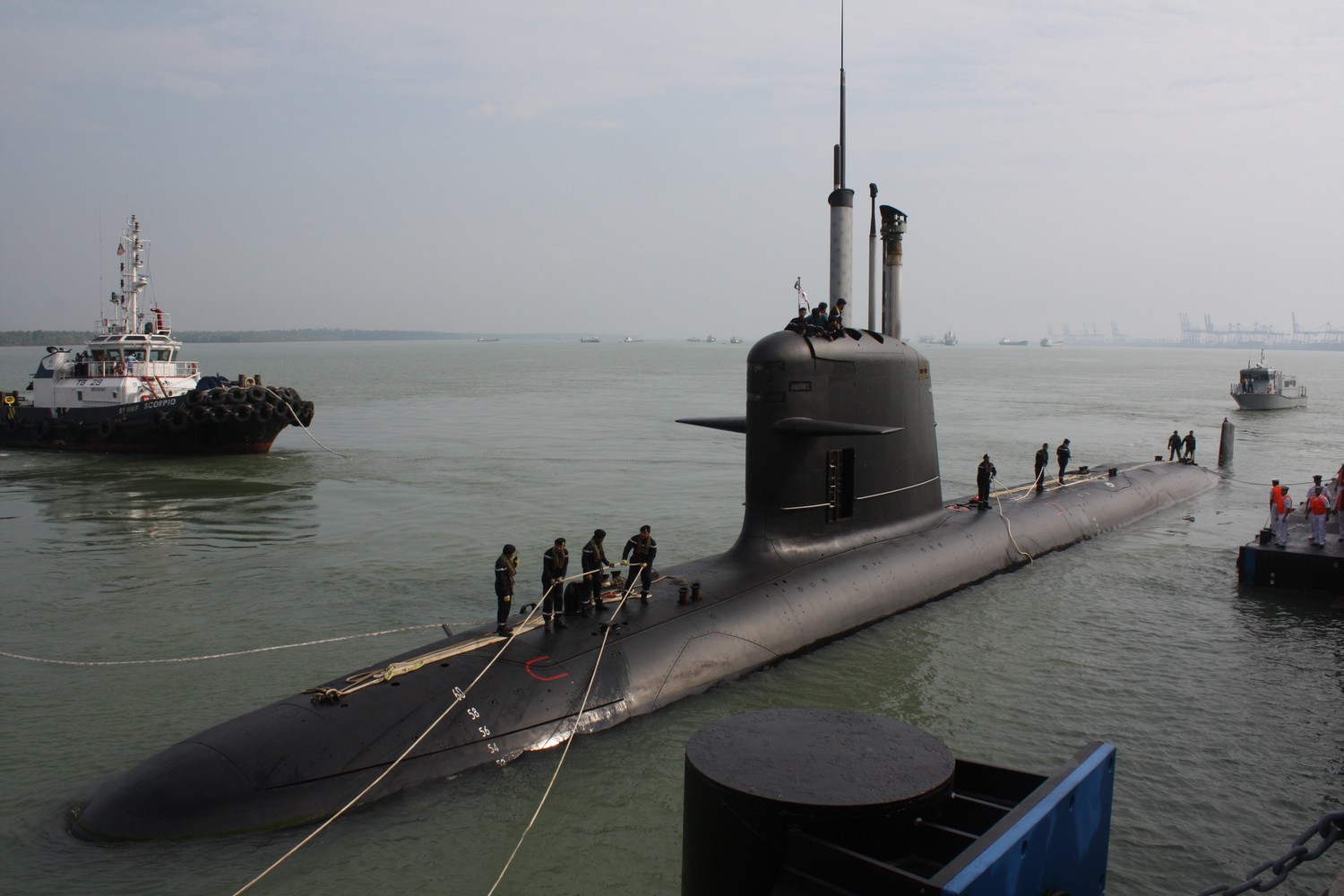
Die Tunku Abdul Rahman bei ihrer Ankunft in Malaysia.

Die Marine beschafft zurzeit sechs Kriegsschiffe der Kedah-Klasse, welche in Malaysia auch New Generation Patrol Vessels genannt werden und der MEKO 100-Schiffsreihe der deutschen Werft Blohm + Voss angehören. Zudem wurden zwei U-Boote der Scorpène-Klasse geordert, von denen das erste, die Tunku Abdul Rahman, im September 2009 im Marinestützpunkt in Port Klang eintraf.